# Fond (Environment)
Fond (frz-lat.: Grund, Fundus; Schreibweise des Künstlers: FOND) ist der Name mehrerer Installationen und Environments des deutschen Künstlers Joseph Beuys, die von 1966 bis 1980 entstanden.

## Das Werk
Als Fond 0 + Eisenplatte bezeichnete Beuys 1957 einen massiven Eisenblock auf einer Eisenplatte.
Fond I ist ein Einmachglas mit eingeweckten Birnen, das ihm seine Mutter geschenkt hatte und das er 1957, nach Überwindung seiner Depression, in den Status eines Energieträgers oder „energetischen“ Objekts erhob.
Als Fond II betitelte er 1968 eine Installation aus zwei mit Kupferblech überzogenen Tischen, neben denen Batterien, Glasröhren und Drähte liegen. 
Fond III wurde erstmals in der Düsseldorfer Galerie Schmela gezeigt. Dazu schrieb Georg Jappe in der FAZ am 11. Februar 1969: „[...] neun gewaltige Filzstapel, aufgebaut jeweils aus hundert großen, grauen Filzplatten, verbreiten unter trüber Beleuchtung den beklemmenden Eindruck eines Depots, wo das gespeicherte Material, wie unerlöst auf Tätigkeit wartet.“ Jappe zitierte Beuys mit den Worten: „Im Anfang meiner Arbeit bin ich vielleicht von Gefühlen ausgegangen, inzwischen haben sich Ideen herauskristallisiert. Primär war hier die Idee der Batterie. Diese Filzstapel... sind Aggregate, die Kupferplatte ist der Leiter. Dadurch entsteht aus der Energie- und Wärmespeicherung des Filzes für mich eine Art Kraftwerk, eine statische Aktion.“
Es folgten 1976 weitere Fond-Installationen in der Galerie Schmela sowie 1979 auf der XV. Biennale von São Paulo. Der Brasilian Fond ist ein Environment aus vier ca. 1,60 m hohen Filzstapeln, die auf einer Seite halbrund ausgeschnitten sind und wie vier große Hufeisen auf einer Kupferplatte stehen. Ein weiteres Fond-Environment erwarb das Seibu-Museum of Art in Tokio, das sich an der Beuys-Aktion 7000 Eichen bei der documenta 7 beteiligt hatte. 
Fond 0 + Eisenplatte, Fond II und Fond III flossen schließlich in den Block Beuys in Darmstadt ein.